# Rivière Pémonca
Rivière Pémonca är ett vattendrag i Kanada.   Det ligger i provinsen Québec, i den östra delen av landet, 400 km nordost om huvudstaden Ottawa.
I omgivningarna runt Rivière Pémonca växer i huvudsak blandskog. Runt Rivière Pémonca är det ganska glesbefolkat, med 38 invånare per kvadratkilometer.